# Шекснінський ВТТ МВС
Шекснінський ВТТ МВС (рос. ШЕКСНИНСКИЙ ИТЛ МВД, Шекснинлаг) — підрозділ системи виправно-трудових установ СРСР.
Організований 20.02.51;

закритий 31.10.52 (об'єднаний з Витегорським ВТТ в єдиний Волго-Балтійський ВТТ).

## Підпорядкування і дислокація
- Шекснагідробуд МВС з 20.02.51;
- Головгідроволгобалтбуд МВС з 03.07.52.

Дислокація: Вологодська область, с. Микільське (нині р.п. Шексна).

## Виконувані роботи
- буд-во Волго-Балтійського водного шляху на ділянці оз. Біле — Рибінське водосх.,
- заготівля лісу для потреб буд-ва.

## Чисельність з/к
- 01.05.51 — 278,
- 01.01.52 — 4455;
- 12.52 — 8169.